# 第65回全国高等学校サッカー選手権大会
第65回全国高等学校サッカー選手権大会（だい65かいぜんこくこうとうがっこうサッカーせんしゅけんたいかい）は、1987年1月に行われた、全国高等学校サッカー選手権大会である。

## 概要
- キャッチフレーズ 風になれ　光になれ

### 日程
- 開会式　1月1日
- 1回戦　1月2日
- 2回戦　1月3日
- 3回戦　1月4日
- 準々決勝　1月6日
- 準決勝　1月7日
- 決勝　1月8日

### 使用会場
- 国立霞ヶ丘競技場陸上競技場（準決勝・決勝）
- 千葉県総合運動場陸上競技場（1回戦～準々決勝）
- 埼玉県大宮公園サッカー場（1回戦・2回戦・準々決勝）
- 駒沢オリンピック公園陸上競技場（1回戦～3回戦）
- 浦和市駒場陸上競技場（1回戦～3回戦）
- 三ツ沢公園球技場（1回戦～3回戦）
- 西が丘サッカー場（1回戦～2回戦）
- 三ツ沢公園陸上競技場（1回戦～2回戦）
- 習志野市秋津サッカー場（1回戦～2回戦）

## 出場校
北海道・東北
- 北海道代表 室蘭大谷
- 青森県代表 光星学院
- 岩手県代表 盛岡商
- 宮城県代表 仙台育英
- 秋田県代表 秋田商
- 山形県代表 日大山形
- 福島県代表 郡山北工

関東
- 茨城県代表 古河一
- 栃木県代表 宇都宮学園
- 群馬県代表 前橋育英
- 埼玉県代表 大宮東
- 千葉県代表 市立船橋
- 東京都A代表 城北
- 東京都B代表 暁星
- 神奈川県代表 日大藤沢
- 山梨県代表 機山工

北信越・東海
- 新潟県代表 新潟工
- 富山県代表 富山中部
- 石川県代表 金沢桜丘
- 福井県代表 大野
- 長野県代表 松本筑摩
- 岐阜県代表 岐阜工
- 静岡県代表 東海大一
- 愛知県代表 愛知
- 三重県代表 四日市中央工

近畿
- 滋賀県代表 守山
- 京都府代表 山城
- 大阪府代表 高槻南
- 兵庫県代表 滝川二
- 奈良県代表 天理
- 和歌山県代表 那賀

中国
- 鳥取県代表 米子東
- 島根県代表 松江東
- 岡山県代表 玉野光南
- 広島県代表 広島工
- 山口県代表 山口

四国
- 徳島県代表 徳島商
- 香川県代表 高松商
- 愛媛県代表 南宇和
- 高知県代表 高知

九州
- 福岡県代表 東海大五
- 佐賀県代表 佐賀商
- 長崎県代表 国見
- 熊本県代表 九州学院
- 大分県代表 中津工
- 宮崎県代表 宮崎工
- 鹿児島県代表 鹿児島実
- 沖縄県代表 与勝

## 試合

### 1回戦
- 松本筑摩 0 - 2 東海大五
- 大宮東 1 - 0 守山
- 新潟工 0 - 2 高知
- 古河一 2 - 0 高槻南
- 日大藤沢 0 - 0(PK2 -4) 山口
- 富山中部 2 - 1 那賀
- 城北 0 - 3 南宇和
- 大野 0 - 2 宮崎工

- 前橋育英 1 - 3 九州学院
- 金沢桜丘 2 - 3 天理
- 室蘭大谷 0 - 0(PK5 -4) 広島工
- 仙台育英 2 - 0 山城
- 盛岡商 3 - 2 松江東
- 市立船橋 0 - 5 国見
- 岐阜工 1 - 0 滝川二
- 愛知 1 - 1(PK3 -4) 玉野光南

### 2回戦
- 東海大一 3 - 0 徳島商
- 東海大五 0 - 0(PK4 -5) 大宮東
- 高知 2 - 0 古河一
- 機山工 0 - 1 中津工
- 光星学院 1 - 5 佐賀商
- 山口 1 - 1(PK2 -3) 富山中部
- 南宇和 2 - 0 宮崎工
- 高松商 0 - 1 秋田商

- 宇都宮学園 1 - 0 与勝
- 九州学院 3 - 2 天理
- 室蘭大谷 2 - 0 仙台育英
- 日大山形 0 - 1 鹿児島実
- 暁星 4 - 0 米子東
- 盛岡商 1 - 3 国見
- 岐阜工 0 - 0(PK2 -3) 玉野光南
- 郡山北工 2 - 3 四日市中央工

### 3回戦
- 東海大一 3 - 0 大宮東
- 高知 1 - 0 中津工
- 佐賀商 1 - 1(PK5 - 4) 富山中部
- 南宇和 0 - 0(PK6 -7) 秋田商

- 宇都宮学園 4 - 1 九州学院
- 室蘭大谷 2 - 0 鹿児島実
- 暁星 1 - 6 国見
- 玉野光南 1 - 3 四日市中央工

### 準々決勝
- 東海大一 3 - 0 高知
- 佐賀商 1 - 3 秋田商

- 宇都宮学園 0 - 0(PK14 - 15) 室蘭大谷
- 国見 3 - 0 四日市中央工

### 準決勝
- 東海大一 3 - 0 秋田商
- 室蘭大谷 0 - 1 国見

### 決勝
- 東海大一 2 - 0 国見

## 得点王
- アデミール・サントス (東海大一) 5得点

## 主な出場選手
- 山口素弘 (前橋育英)
- 秋田豊 (愛知)
- 澤登正朗 (東海大一)
- 大嶽直人 (東海大一)
- 三渡洲アデミール (東海大一)
- 内藤直樹 (東海大一)
- 吉田康弘 (東海大一)
- 大倉智 (暁星)
- 財前恵一 (室蘭大谷)
- 野田知 (室蘭大谷)
- 小島光顕 (国見)
- 其田秀太 (国見)
- 尾崎勇史 (四日市中央工)
- 谷口一哲（南宇和）
- 時岡正在（南宇和）